# Phyllanthus bernardii
Phyllanthus bernardii är en emblikaväxtart som beskrevs av Eugene Jablonszky. Phyllanthus bernardii ingår i släktet Phyllanthus och familjen emblikaväxter. Inga underarter finns listade i Catalogue of Life.